# 喜蔭南麗魚
喜蔭南麗魚，為輻鰭魚綱鱸形目隆頭魚亞目慈鯛科的其中一種，分布於南美洲巴西Ribeira do Iguape河流域，體長可達7.6公分，棲息在中底層水域，生活習性不明。

## 擴展閱讀
維基物種上的相關：喜蔭南麗魚